# Nadieżda Sigida
Nadieżda Konstantinowna Sigida z d. Małaksiano (ros. Надежда Константиновна Сигида, ur. w 1862 roku w Taganrogu, zm. 8 listopada 1889 roku) – rosyjska rewolucjonistka, członkini partii Narodnaja Wola.

## Życiorys
Nadieżda Konstantinowna Małaksiano urodziła się w 1862 roku w greckiej rodzinie w Taganrogu, gdzie skończyła gimnazjum. Po jego ukończeniu podjęła pracę w miejskiej uczelni. Wstąpiła wówczas do partii Narodnaja Wola. Działając w jej strukturach odpowiadała za miejscową kryjówkę i  funkcjonującą w niej drukarnię. W celach konspiracyjnych zawarła fikcyjny związek małżeński z narodowcem Akimem Stiepanowiczem Sigidą (1864-1888). Aresztowana 23 stycznia 1886 roku podczas policyjnej akcji zajęcia drukarni została skazana na 8 lat katorgi. Uczestniczyła także w procesie Borisa Orżycha.
W więzieniu karyjskim 7 listopada 1889 roku stanęła w obronie więźniarki Jelizawiety Kowalskiej, policzkując komendanta więzienia Maksiukowa, za co spotkała ją kara chłosty. W ramach sprzeciwu wobec stosowania kar cielesnych popełniła samobójstwo przez zażycie trucizny. Wkrótce po śmierci Sigidy pozostali katorżnicy przyłączyli się do protestu, zaś to masowe samobójstwo przeszło do historii jako tragedia karyjska.